# Маро, Клеман
Клема́н Маро́ (фр. Clément Marot; 23 ноября 1496, Каор — 13 сентября 1544, Турин) — известнейший поэт и гуманист эпохи французского Ренессанса. Примыкал к школе Фонтенбло, симпатизировал идеям Реформации и творчеству художников-гугенотов при дворе короля Франциска I.

## Биография
Сын поэта Жана Маро (фр.), входившего в состав группы великих риториков. Возможно, между 1510 и 1515 годами слушал лекции в Орлеанском университете. Поступил на службу в качестве пажа к секретарю финансов Николя де Нёвилю.
С 1519 года Маро состоял на службе у Маргариты Наваррской (по рекомендации её брата, короля Франциска I), где сблизился с реформационным движением.

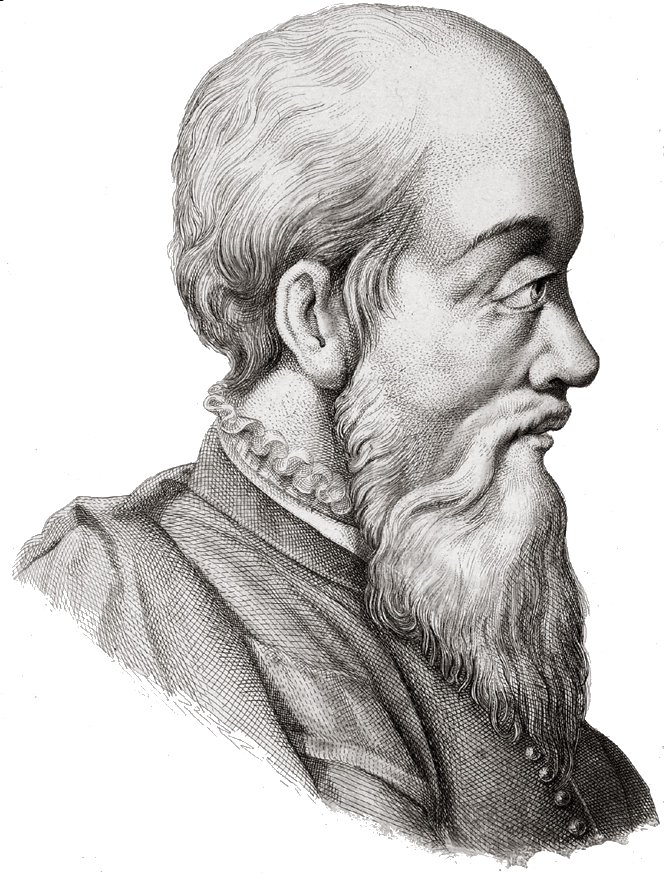
Клеман Маро

В 1525 году участвовал в битве при Павии, был ранен и попал в плен; по возвращении во Францию, в период итальянского пленения короля (весна 1526 года) Маро был заключен в парижскую тюрьму Шатле за приверженность еретическим взглядам на основании доноса (якобы Маро похвалялся тем, что ел сало во время Великого поста). После возвращения монарха вновь обрёл свободу и высочайшее расположение и назначен королевским камердинером.
В октябре 1527 года Маро снова был арестован, помещён в тюрьму Консьержери; третий арест относится к марту 1532 (вновь за нарушение поста).
В 1533 году, во время пребывания Франциска I в Лионе, знакомится с Франсуа Рабле.
После усиления преследований протестантов в 1534 (дело о листовках) бежал в Италию; с апреля 1535 по июль 1536 служил секретарём у Рене Французской в Ферраре.
Затем Маро перебрался в Венецию; воспользовавшись королевской амнистией, он устремился в Лион, где в начале 1537 года публично отрёкся от ереси. Вместе с Бонавентюром Деперье сопровождает королеву в её путешествиях.
Осенью 1542 года после издания нового королевского эдикта против еретиков и занесения четырёх произведений Маро в проскрипционный список поэт навсегда покидает Францию и в декабре прибывает в Женеву.
Здесь он пользуется поддержкой Жана Кальвина, однако материальные затруднения заставляют Маро к концу 1543 года отправиться искать пристанище у друзей, сначала в окрестностях Анси, затем в Бельгарде (близ Шамбери). Надеясь вернуться на родину, он присоединяется к войскам герцога Энгиенского в Пьемонте. Однако планам возвращения во Францию помешала внезапная смерть Маро в сентябре 1544 года.

## Творчество

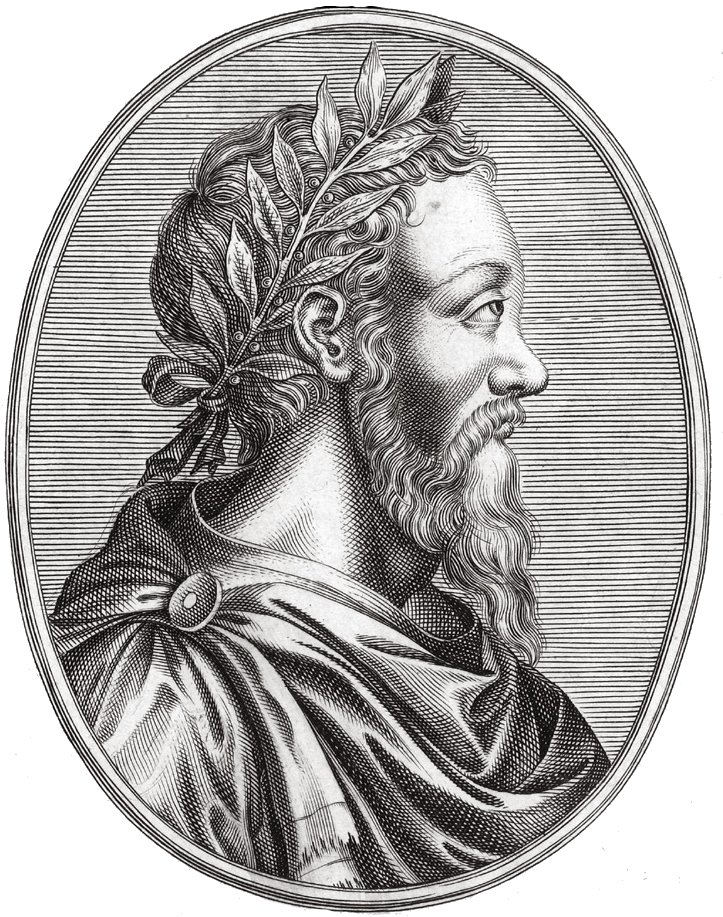
Клеман Маро

Первые стихотворные опыты Маро — в том числе вольный перевод первой из «Буколик» Вергилия — были созданы под влиянием знакомства с поэтом Жаном Лемером де Бельжем в 1512 году. Среди ранних сочинений Маро — поэма в традиции «Романа о Розе» (Маро была приписана опубликованная в 1526 году версия «Романа о Розе», однако окончательно вопрос об авторстве этой версии так и не решён) и «Искусства любви» Овидия «Храм Купидона» (Le Temple de Cupido, 1514). Пребывание в темнице отражено в поэме «Ад» (L’Enfer), представляющей собой язвительную сатиру на судопроизводство. Особую склонность Маро питал к жанру стихотворного послания; первое из них — «Малое послание Королю» (Petite Epistre au Roi, около 1518) — встретило у адресата благосклонный приём и способствовало карьере поэта.
В 1526 году Маро опубликовал снискавший большой успех у публики сборник своих ранних стихов под названием «Отрочество Клемана» (L’adolescence clementine), затем — в 1533 или 1534 — его продолжение (Suite de l’adolescence clementine), а также перевод первой книги «Метаморфоз» Овидия. Не исключено, что Маро был причастен к написанию насыщенной протестантскими мотивами поэмы Маргариты Наваррской «Зерцало грешной души». Исключительное жанровое многообразие — важная особенность поэзии Маро.

### Галантные стихи
Многие, включая Мишеля Монтеня в XVI веке и Никола Буало в XVII, воспринимали Маро прежде всего как галантного поэта. Большое значение для развития галантной поэзии во Франции имел практиковавшийся Маро жанр блазо́на (шутливое прославление какого-либо предмета, нередко части тела): «Блазон о прекрасном сосце» (Blason du beau tetin, 1536, и пр.). 
«Поэзия Маро, исполненная непосредственности, блеска и „галльского остроумия“, представляла собой как бы противовес поэзии торжественной и „официальной“».

### Переводы псалмов
С 1538 года Маро переводил псалмы Давида, которым суждена была самая долгая жизнь, ибо они стали боевой песней гугенотов. По словам автора диссертации о творчестве поэта, известного российского филолога В. Ф. Шишмарёва,
Он переводил псалмы с большим вниманием, точнее, чем кто-либо из его современников, не говоря уже о том, что он учитывал при этом удобства дальнейшей музыкальной обработки псалмов и стремился придать им широкое распространение… В течение первых десяти лет после появления в свет сборника 30 псалмов в 1541 г. они выдержали 27 изданий и усердно распевались при дворах Франциска и Маргариты Наваррской… Кальвин приветствовал их и побуждал Маро продолжать свою работу, что поэт и исполнил, выпустив в 1543 г. новый сборник.
Несмотря на то, что в конце 1542 года Сорбонна издала Индекс запрещённых книг, куда вошли и переведённые Маро псалмы, эти поэтические переводы продолжали пользоваться во Франции большой популярностью. Все 150 псалмов в переводе Маро положил на музыку (1564; 2-я ред. 1565) выдающийся композитор Клод Гудимель.

### Издание сочинений Вийона
Маро высоко ценил поэзию Франсуа Вийона и в 1533 году подготовил переиздание его поэтического наследия. Влияние автора «Баллады повешенных» просматривается в творчестве Маро. Буало в своём трактате «Поэтическое искусство» представляет Маро как преемника Вийона:
Маро за ним вослед ввел в моду Триолеты,

Балладе дал расцвет и рифмовал куплеты,

Рефренам правильным Рондо он подчинил

И новые пути для рифмы проложил.

### Посмертная судьба
Несмотря на презрительное отношение к поэзии Маро участников Плеяды, её слава не угасала на протяжении двух столетий, что можно считать уникальным случаем для поэта французского Возрождения. Как указывает профессор Франк Лестренган,
Значительно позднее Ронсара, после своей смерти надолго оказавшегося в чистилище…, много позже Малерба, который в некоторых отношениях был его последователем, Маро снискал поразительную посмертную славу, которой не помешало даже занесение Псалмов в Индекс запрещённых книг.

### Эпиграмма Маро в переводе Пушкина

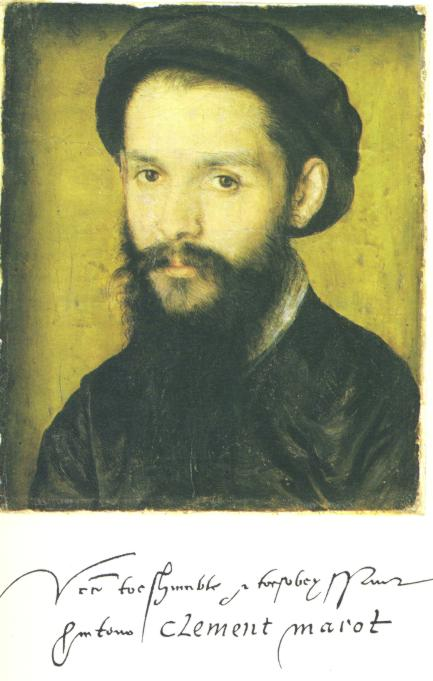
Корнель де Лион. Портрет Клемана Маро. Париж, Лувр

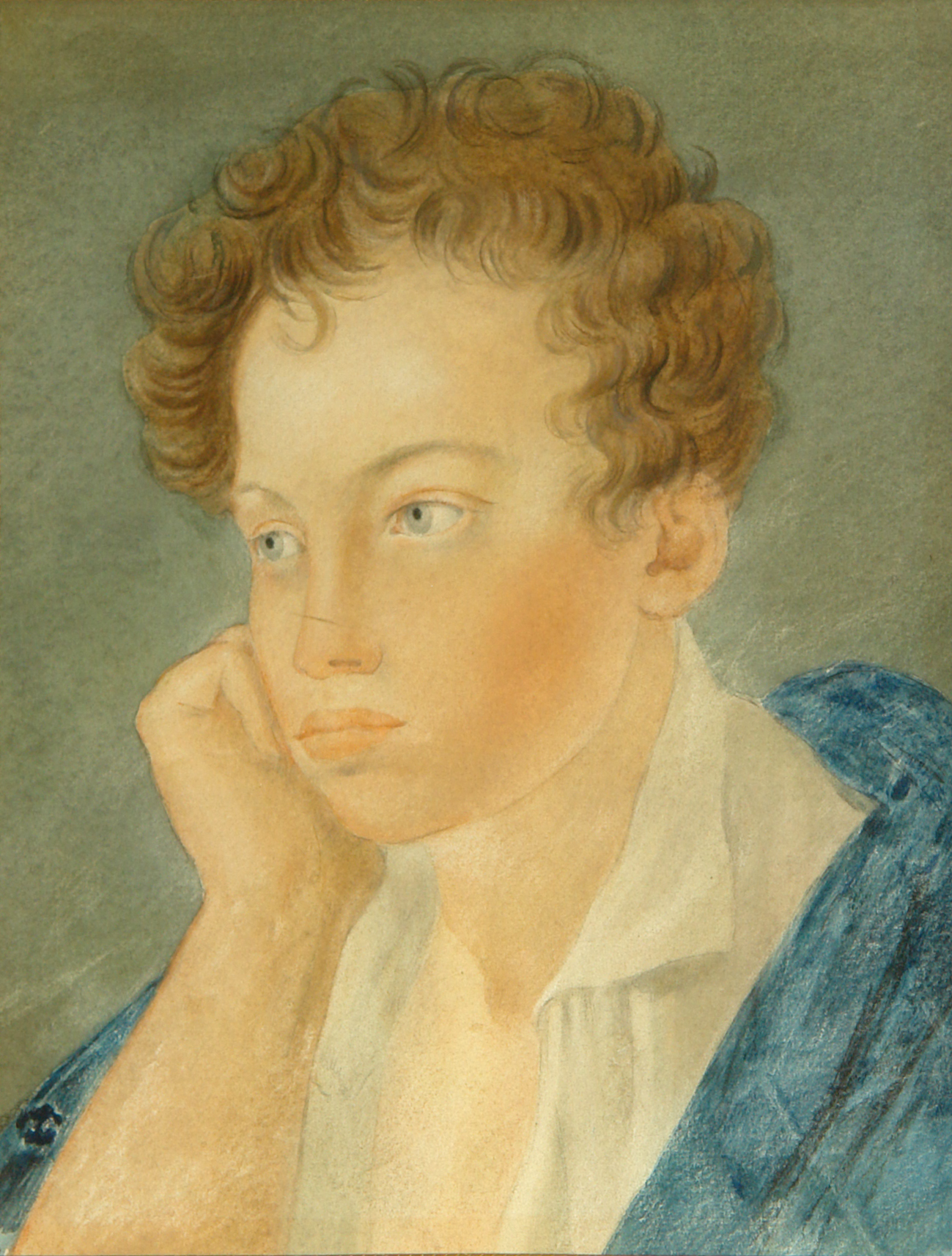
С. Г. Чириков. Портрет А. С. Пушкина. 1810. Акварель

Лицейское стихотворение Пушкина «Старик» представляет собой перевод эпиграммы Маро «О себе» (De soi-meme, из цикла Epigrammes, 1537).
| Plus ne suis ce que j’ai été, Et ne le saurais jamais être; Mon beau printemps et mon été Ont fait le saut par la fenêtre. Amour, tu as été mon maître: Je t’ai servi sur tous les dieux. Ô si je pouvais deux fois naître, Comme je te servirais mieux! | Уж я не тот любовник страстный, Кому дивился прежде свет: Моя весна и лето красно На век прошли, пропал и след. Амур, бог возраста младого! Я твой служитель верный был; Ах, если б мог родиться снова, Уж так ли б я тебе служил! |

## Интересные факты

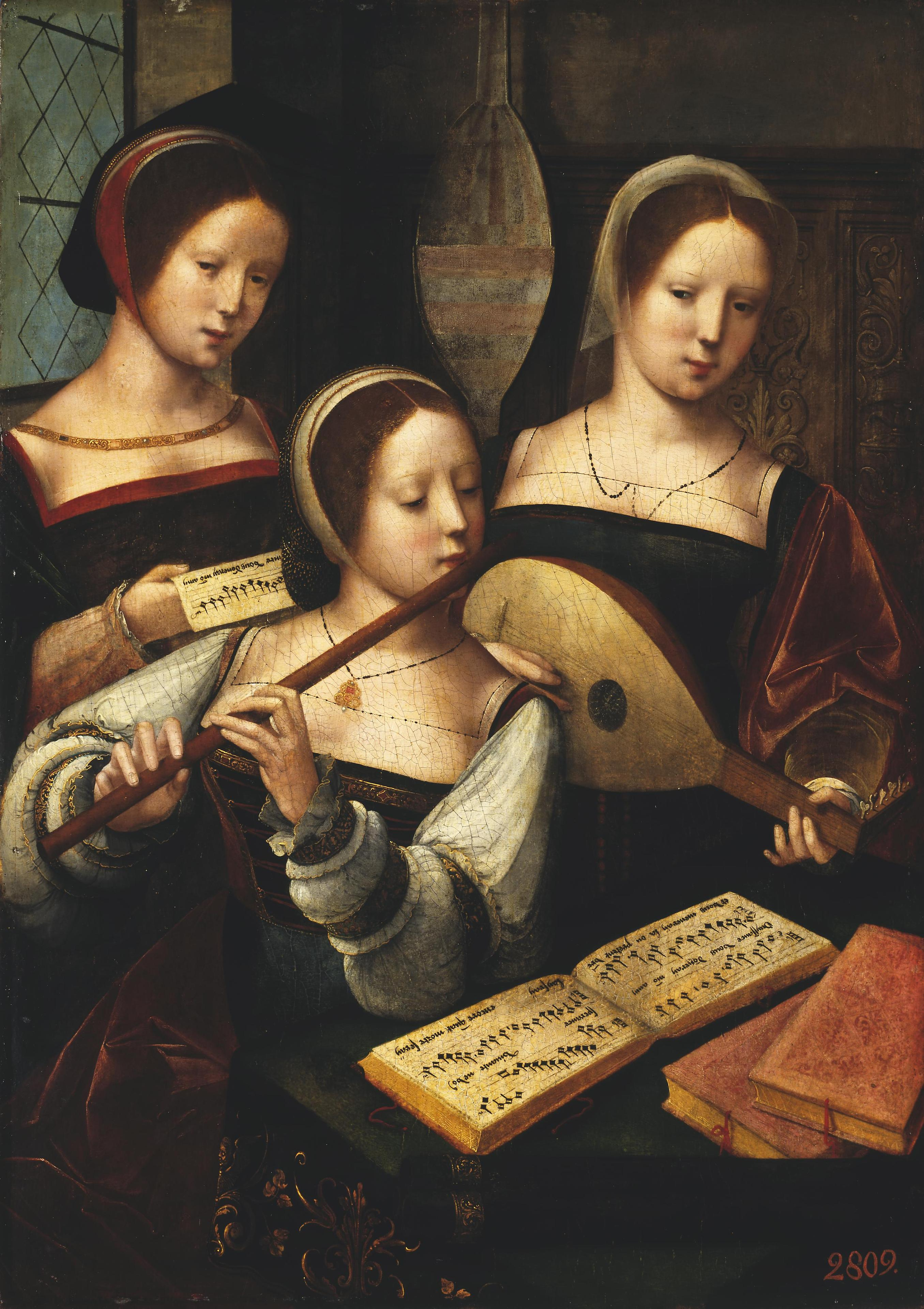
Мастер женских полуфигур. «Музыкантши». Эрмитаж

- Долгое время считалось, что именно Клеман Маро в начале 1530-х годов первым ввёл жанр сонета во французскую поэзию. Однако в настоящее время исследователи склонны полагать, что пальму первенства следует разделить между Маро и Мелленом де Сен-Желе[10].
- Во введении к опубликованному в 1731 году тому сочинений Маро аббат Лангле-Дюфренуа высказал предположение, что Маро был любовником Дианы де Пуатье и что именно она по личным причинам донесла на поэта в 1526 году. Однако большинство исследователей отвергают эту версию, равно как и тезис относительно близости поэта с Маргаритой Наваррской[11].
- Последний тезис развит в одноактной комедии-водевиле Пьера Лотена де Лаваля «Маро и Маргарита Наваррская»[12] (1832).
- По мнению французского филолога XIX века Э. Жоанно, Маро является прототипом пса Гилактора, одного из персонажей четвёртого диалога сатирического сочинения Деперье «Кимвал мира»[13]. Однако современные исследователи относятся к этой версии — поддержанной автором комментария к русскому переводу «Кимвала мира» В. И. Пиковым — с большим скепсисом[14].
- Французский композитор Клоден де Сермизи написал популярную арию на стихи Маро. Её исполняют девушки на картине «Музыкантши» Мастера женских полуфигур, хранящейся в Эрмитаже, — нотная и текстовая запись на картине прекрасно читаются[15][16].
- Дружил с поэтом Клодом Шапюи, которого признавал одним из лучших поэтов той эпохи.